# Stepnica
Stepnica (tyska: Bad Stepenitz) är en småstad och badort i nordvästra Polen, tillhörande distriktet Powiat goleniowski i Västpommerns vojvodskap. Staden ligger på östra sidan av floden Oders mynning i Oderlagunen, omkring 25 kilometer norr om Szczecin. Tätorten hade 2 098 invånare år 2014 och är centralort i en stads- och landskommun med totalt 4 868 invånare samma år.
Orten Stepnica fick formell stadsstatus 1 januari 2014.